# سیارک ۸۰۱۹
سیارک ۸۰۱۹ (به انگلیسی: 8019 Karachkina، نامگذاری:1990TH12) هشت هزار و نوزدهمین سیارک کشف شده‌است که در ۱۴ اکتبر ۱۹۹۰ کشف شد.
قدر مطلق سیارک برابر ۱۴٫۳۰ است.